# لويد روبرتس
لويد روبرتس (بالإنجليزية: Lloyd Roberts)‏ هو سياسي أسترالي، ولد في 8 يونيو 1907 في توومبا في أستراليا، وتوفي في 11 مارس 1961 في بريزبان في أستراليا. نشط حزبياً في CountryMinded ‏ (29 أبريل 1950 – 29 أبريل 1950). وقد انتخب عضو المجلس التشريعي ولاية كوينزلاند عن دائرة Electoral district of Whitsunday ‏ (29 أبريل 1950 – 11 أبريل 1961).